# Ирашпулих
Ирашпули́х (рос. Ырашпулых, чув. Ырашпулăх) — присілок у складі Чебоксарського району Чувашії, Росія. Входить до складу Ішацького сільського поселення.
Населення — 142 особи (2010; 164 у 2002).
Національний склад:
- чуваші — 99 %